# Бёзвиль
Бёзвиль (фр. Beuzeville) — город на севере Франции, регион Нормандия, департамент Эр, округ Берне, центр одноименного кантона. Расположен в 71 км к западу от Руана и в 31 км к юго-востоку от Гавра, в 1,5 км от автомагистрали А13 «Нормандия». 
Население (2018) — 4 619 человек.

## Достопримечательности
- Церковь Святого Хельера  XIII—XIX веков с красивыми витражами
- Шато XVI—XIX веков

## Экономика
Структура занятости населения:
- сельское хозяйство — 2,4 %
- промышленность — 6,6 %
- строительство — 12,1 %
- торговля, транспорт и сфера услуг — 55,7 %
- государственные и муниципальные службы — 23,1 %

Уровень безработицы (2017) — 12,7 % (Франция в целом — 13,4 %, департамент Эр — 13,4 %). 

Среднегодовой доход на 1 человека, евро (2018) — 20 720 (Франция в целом — 21 730, департамент Эр — 21 700).

## Демография
Динамика численности населения, чел.

## Администрация
Пост мэра Бёзвиля с 2014 года занимает Жоэль Кользон (Joël Colson). На муниципальных выборах 2020 года возглавляемый им независимый список победил в 1-м туре, получив 51,39 % голосов.
| Период | Период | Фамилия          | Партия                         | Примечания                                       |
| ------ | ------ | ---------------- | ------------------------------ | ------------------------------------------------ |
| 1977   | 2001   | Жозеф Метраль    | Союз за французскую демократию | ветеринар, член Генерального совета департамента |
| 2001   | 2014   | Жан-Пьер Фламбар | Социалистическая партия        | врач, член Генерального совета департамента      |
| 2014   |        | Жоэль Кользон    | Разные правые                  | руководитель службы                              |

## Галерея

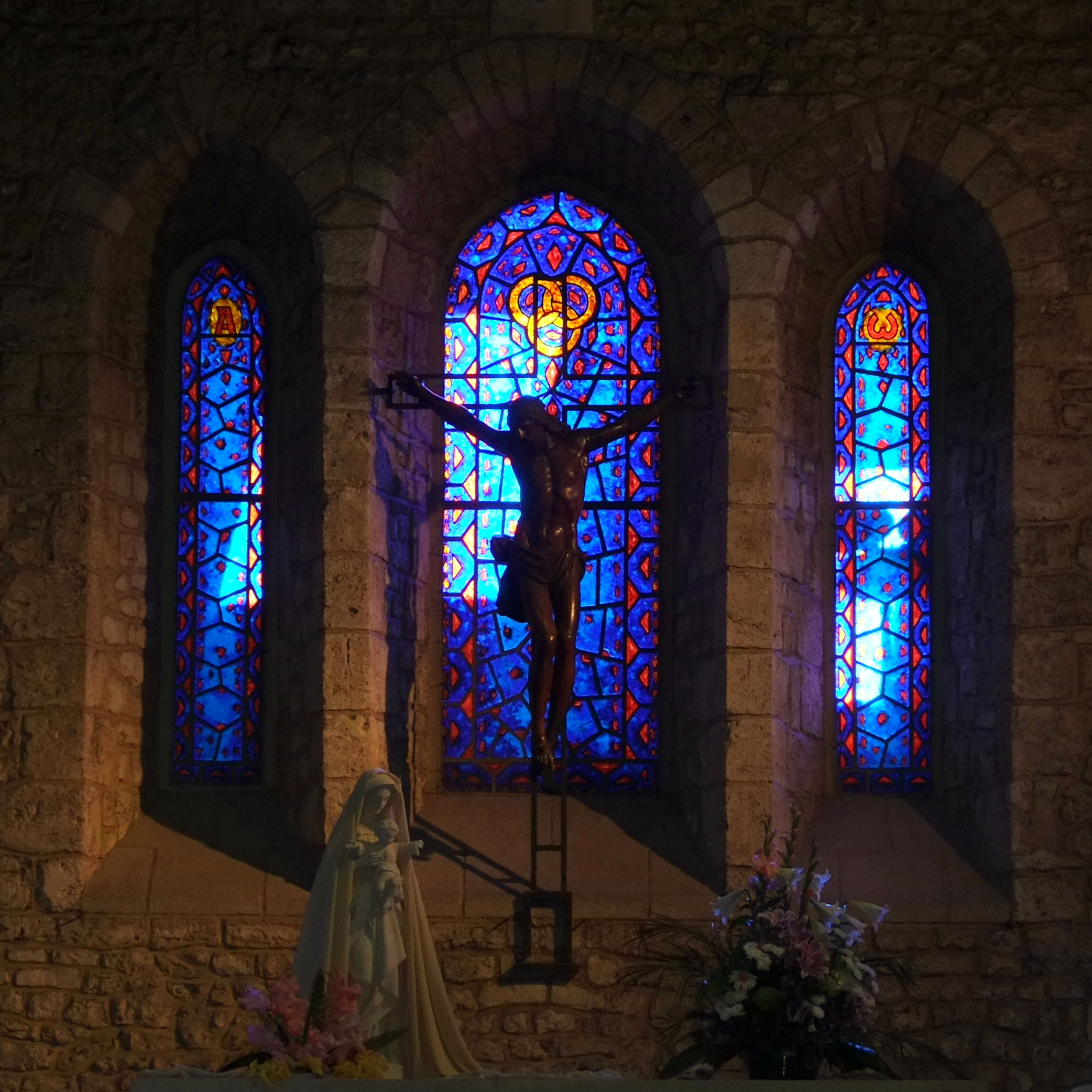
Витраж церкви Святого Хельера

1. 1 2  база данных о французских коммунах — Национальный географический институт Франции, 2015.